# Ferrari 312 B
Chronologie des modèles (1969 - 1971)
Ferrari 312 Ferrari 312 B2
La Ferrari 312 B est une monoplace de Formule 1 engagée par la Scuderia Ferrari en championnat du monde en 1969, 1970 et 1971.

## Historique
Conçue par Mauro Forghieri, la 312 B permet à Ferrari de marquer son retour aux avant-postes après une saison 1969 très décevante.
Lors de la saison 1970, Jacky Ickx, deuxième, et Clay Regazzoni, troisième, sont devancés par Jochen Rindt sur Lotus. Alors qu'ils n'ont pris part qu'à quelques courses, Mario Andretti et Ignazio Giunti se classent quinzième et dix-septième.  Précédée par Team Lotus, mais devant March, la Scuderia Ferrari termine deuxième du championnat constructeurs avec quatre victoires : trois pour Ickx (Autriche, Canada et Mexique) ; une pour Regazzoni (Italie).
En 1971, Mario Andretti, sur une 312 B, s'impose au Grand Prix d'Afrique du Sud, épreuve inaugurale de la saison. Cette monoplace est engagée par la Scuderia Ferrari à l'occasion de cinq autres grands prix. Hors-championnat, Jacky Ickx remporte le trophée Jochen Rindt Memorial, course disputée sur le circuit d'Hockenheim.